# Flugplatz Moorea

i7
i11
i13
Der Aéroport de Moorea (IATA-Code: MOZ, ICAO-Code: NTTM) ist der Flughafen der gleichnamigen Insel Moorea in Französisch-Polynesien.
Der nächstgelegene Flughafen ist der internationale Flughafen der Nachbarinsel Tahiti, welcher nur 7 Flugminuten entfernt liegt.
Air Tahiti und WanAir verkehren regelmäßig zwischen beiden Flughäfen.

## Zwischenfälle
Am 9. August 2007 stürzte eine De Havilland Canada DHC-6 der Air Moorea (Luftfahrzeugkennzeichen F-OIQI) kurz nach dem Start vom Flugplatz Moorea ins Meer. Unfallursache war der verschleißbedingte Riss eines Steuerseils, über das die Höhenruder bedient werden. Bei dem Absturz kamen alle 20 Insassen ums Leben.